# 米倉氏
米倉氏（よねくらし）
1. 甲斐源氏の一族。
2. 奥州千葉氏の一族。

## 甲斐源氏流の米倉氏
米倉氏（よねくらし）は、清和源氏・甲斐源氏の一族。平安時代後期に甲斐国八代郡小石和筋米倉村の地へ土着し、米倉氏を称する。支族に石橋氏がある。

### 出自
武田系図によれば、「奈胡十郎蔵人義行－義継－信継（米倉）」とある。奈胡義行は源清光（逸見清光）の子である。代々甲斐源氏の一族甘利氏に仕え、米倉の地から宮脇へ移住したという。
戦国期に米倉忠継は武川衆の隊長となり、『甲陽軍鑑』によれば重継（丹後守）は信濃侵攻において甘利氏の旗下で活躍し、足軽大将になったという。重継は天正3年（1575年）の長篠の戦いにおいて戦死する。
武田氏の滅亡後は成瀬正一の庇護を受け、徳川家康に仕えた。永時(清継)は徳川氏の関東入封に従い、大住郡(現秦野市)堀山下に２百石を与えられた(『寛政重修諸家譜』)。『風土記稿』同村の条には「領主米倉氏屋敷跡」が記されている。同地の蔵林寺は昌尹が先祖供養のため本堂庫裏を建立して中興した寺と伝え、初代から15代までの当主一族の墓石20基があり、昌純と昌尹が埋葬されている。
江戸時代前期には旗本だったが、昌尹の代の元禄9年（1696年）の加増で都合1万石となり譜代大名に取り立てられた。昌明の代の元禄12年（1699年）に都合1万5000石に加増されたが、弟忠真への3000石の分知で1万2000石となり、享保7年（1722年）に武蔵国六浦(金沢)に陣屋を移した。最後の藩主昌言は、明治2年（1869年）6月23日に版籍奉還で六浦藩知事に任じられたのを経て、明治4年（1871年）7月15日の廃藩置県まで藩知事を務めた。
明治2年（1869年）6月17日の行政官達で公家と大名家が統合されて華族制度が誕生すると米倉家も大名家として華族に列した。明治17年（1884年）7月7日の華族令の施行で華族が五爵制になると、同月8日に旧小藩知事として昌言が子爵に列せられた。昭和12年（1937年）2月17日に女戸主となったことで失爵した。

### 歴代当主
※ 米倉政継の代までは｢継｣（つぐ）の字が、政継が昌純に改名して後は一時期を除き｢昌｣（まさ）の字が通字として用いられた。昌純の子・米倉昌尹の代からは近世大名として諸侯に列する。
- 米倉信継（のぶつぐ）
- （10代略）
- 米倉重継（しげつぐ）- 諱は宗継（むねつぐ）とも。丹後守。長篠の戦いで戦死。子に晴継・忠継・種継（信継）・豊継・利継・満継がいる。米倉家系図では、重継を初代としている。
- 米倉晴継（はるつぐ）

- 重継の長男。武田晴信（信玄）より｢晴｣の字を与えられ、甘利信忠に属す。永禄12年（1569年）4月28日、薩埵峠の戦いの第二次合戦にて父弟に先立ち戦死。詳しくはこちらを参照。
- 米倉忠継（ただつぐ） - 兄・晴継の死後、家督を継承。｢忠｣は甘利信忠の偏諱か。武川衆隊長。武田氏滅亡後は徳川家康に属す。詳しくはこちらを参照。
- 米倉種継（たねつぐ） - 武川衆の一人。初代と同じく信継も名乗る。晴継・忠継の弟で、忠継の死後はその跡を継ぐ。子に清継（永時）・重種がいる。慶長5年には高野山で武田信勝の供養を執り行う。[8]
- 米倉清継（きよつぐ） - 武川衆の一人。諱は永時（ながとき）とも。子に義継（大坂の陣で戦死）・昌縄・政継（昌純）・昌継がいる。
- 米倉昌純（まさずみ） - 初め政継（まさつぐ）。
- 米倉昌尹　下野国皆川藩藩主 元禄9年（1696年）3月28日に若年寄に任じられ、1万石を与えられたことで大名として諸侯に列した。
- 米倉昌明
- 米倉昌照
- 米倉忠仰〔六浦藩初代藩主〕（初名は柳沢保教、柳沢吉保の六男）
- 米倉里矩〔六浦藩第2代藩主〕
- 米倉昌晴〔六浦藩第3代藩主〕
- 米倉昌賢〔六浦藩第4代藩主〕
- 米倉昌由〔六浦藩第5代藩主〕
- 米倉昌俊〔六浦藩第6代藩主〕
- 米倉昌寿〔六浦藩第7代藩主〕
- 米倉昌言〔六浦藩第8代藩主、子爵〕
- 米倉昌臧〔子爵、昌言長男〕[9]
- 米倉昌達〔貴族院子爵議員、昌臧養嗣子、山口弘達三男〕[9]

## 奥州千葉氏の一族
奥州千葉氏を祖とし、葛西氏と縁組みその後臣下となる。その去就は中世武士団の典型的な形態を垣間見ることができ、居住した地が薄衣城・米倉舘、現在岩手県一関市川崎町で、米倉清村（薄衣内匠亮） が米倉氏とも名乗る。この清村の代に、南北朝の戦乱がこの地にも波及、主の葛西氏と共に南三陸の熊谷氏と交戦、熊谷氏・千葉氏を追い、気仙沼市本吉町にその勢力を扶植する。
米倉清村が嘉暦元年（1326年）津谷村に移り、清村の次男、米倉持村（玄蕃）が本吉地域の津谷、大谷地域平磯、岩尻の三村を所領とし、建徳3年/文中元年/応安5年（1372年）に津谷村・獅子ガ舘(別名・津谷館)に居住する。以降、本吉・米倉氏が発展、主の葛西氏の滅亡する天正18年（1590年）まで、約260年余この地域で、権勢を振るった。代々通字に「持」もしくは葛西氏に関連して「清」の字を充ててきた。持村の子が本吉町北辺へ進出、岩尻・堀合舘・米倉氏の流れも出た。
豊臣秀吉の奥州仕置による葛西氏滅亡の折には、宮城県和渕の陣に米倉右近行友（本吉郡津谷）名が見え、蒲生氏郷の軍勢と戦っている。主の葛西氏滅亡後、帰農したが、後仙台藩伊達氏に500石取りの平士として召抱えられる。江戸の品川屋敷にも勤番していた記述があり、品川近習・米倉清太夫持信。